# Sebastian Bachmann
Sebastian Bachmann (Bad Mergentheim, 24 novembre 1986) è uno schermidore tedesco, specializzato nel fioretto.

## Palmarès
In carriera ha conseguito i seguenti risultati:
- Olimpiadi

Londra 2012: bronzo nel fioretto a squadre.
- Mondiali

Antalia 2009: argento nel fioretto a squadre.
Catania 2011: bronzo nel fioretto a squadre.
- Europei

Plovdiv 2009: bronzo nel fioretto a squadre.
Legnano 2012: bronzo nel fioretto a squadre.
Zagabria 2013: oro nel fioretto a squadre.
Montreux 2015: bronzo nel fioretto a squadre.